# 蔡梓銘
蔡梓銘（英語：Choi Tsz Ming，1990年12月29日—），香港男歌手、演員及中醫師，前亞洲電視合約男藝員，畢業於香港中文大學醫學院中醫學院（中醫學系）。2009年，因參加第一屆《亞洲星光大道》，並得到該屆季軍，簽約亞洲電視，正式入行。

## 經歷
蔡梓銘小時候活躍於校內合唱團，曾就讀仁濟醫院陳耀星小學（2003年畢業）和參加中學（迦密主恩中學，同屆同學為無綫劇集《女人俱樂部》中飾演年青版巫小詩的陳嘉寶）校內歌唱比賽並得多項冠軍。於2009年參與《亞洲星光大道》比賽，在初選中以一曲《菊花台》，展現清亮音色及令人驚喜的真假音轉換技巧，備受評判Maria Cordero（肥媽）稱讚。成功入選後，因朋友戲稱為「Gorson」及就讀於香港中文大學，故被亞洲電視改其稱號為「中大歌神」。
蔡梓銘在比賽初中期表現平穩，但成為《亞洲星光大道》代表、出戰台灣《超級偶像》踢館賽後，表現未如理想，幾乎面臨淘汰。第十六集狀態回勇，以一曲《讓我歡喜讓我憂》，得到全場最高分。決賽當晚，蔡梓銘更發揮超水準表現，於清唱環節以《至少還有你》奪得第三名，成為《亞洲星光大道》第一屆季軍。
2010年初，與星光家族推出合輯，並完成《3 Rock Your Dream 星光家族演唱會》，及後亦有參與其他節目主持、電視劇拍攝、音樂劇等工作，作多方面發展。
2015年正式註冊成為中醫師。
2016年2月6日，在亞視欠薪事件下，由於亞視未有在法定限期前發放前兩個月薪金，蔡梓銘聯同另外四名亞視藝員引用《僱傭條例》第10A條，終止與亞視的藝人僱傭合約關係。

## 第一屆《亞洲星光大道》比賽歷程
| 播出日期   | 比賽主題                 | 參賽歌曲                                     | 分數 | 備註                                     |
| ---------- | ------------------------ | -------------------------------------------- | ---- | ---------------------------------------- |
| 2009/07/19 | 人生當中的第一首歌       | 小城大事（原唱：楊千嬅）                     | 56   | —                                        |
| 2009/08/02 | 一首歌，二人唱           | 第一次（原唱：光良）                         | 57   | 與李明憲合唱                             |
| 2009/08/09 | 天堂HIGH歌 地獄悲歌      | 星語心願（原唱：張栢芝）                     | 52   | —                                        |
| 2009/08/16 | 飲歌                     | 菊花台（原唱：周杰倫）                       | 57   | —                                        |
| 2009/08/23 | 情歌                     | 我願意（原唱：王菲）                         | 67   | —                                        |
| 2009/08/30 | 評判指定歌               | 愛與誠（原唱：古巨基）                       | 67   | —                                        |
| 2009/09/13 | 超偶踢館賽               | 李香蘭（原唱：張學友）                       | 66.8 | 與超偶幫黃文星PK（落敗）                 |
| 2009/09/20 | 星光家族踢館賽           | 眼底星空（原唱：李聖傑）                     | 42   | 與超3選手陳以岫PK（落敗） 採用超偶計分制 |
| 2009/10/04 | K歌之王—廣東歌           | 愛不疚（原唱：林峰）                         | 62.6 | —                                        |
| 2009/10/11 | 電影金曲大激鬥           | When You Wish Upon A Star（原唱：Pinocchio） | 59.8 | —                                        |
| 2009/10/25 | 過江龍踢館賽             | 城裡的月光（原唱：許美靜）                   | 62.4 | 與王志堅PK（落敗） 落入失敗區，順利晉級  |
| 2009/11/08 | 失戀必唱歌               | 讓我歡喜讓我憂（原唱：周華健）               | 68   | 本集最高分                               |
| 2009/11/29 | 名師高徒八強踢館戰       | 明天我要嫁給你（原唱：周華健）               | 72.1 | 與名師高徒選手任燁PK（勝出）             |
| 2009/12/06 | 冠軍爭霸戰               | 環節一（快歌）：忘記他（原唱：張學友）       | 73   | —                                        |
| 2009/12/06 | 冠軍爭霸戰               | 環節二（慢歌）：雨天（原唱：孫燕姿）         | 149  | 晉級                                     |
| 2009/12/06 | 冠軍爭霸戰               | 環節三（半清唱）：至少還有你（原唱：林憶蓮） | 78.2 | 季軍                                     |
| 2009/12/13 | 謝師宴（上）：向評判致敬 | 月半小夜曲（原唱：李克勤）                   | —    | 向周國豐致敬                             |
| 2009/12/20 | 謝師宴（下）：向歌迷致敬 | 似夢迷離（原唱：林子祥）                     | —    | 向歌迷致敬                               |

## 事跡
- 在亞洲星光大道，他因單純天真的性格，為觀眾帶來很多笑料。例如在第13集參賽者李明憲（班長）出局時，已哭成淚人的蔡梓銘斷斷續續地說出：「我覺得...班長...係......好人...。」一句簡單的說話卻引爆笑點，這亦成為他的名句。

- 在第15集發表淘汰感言時，蔡梓銘受到激發，帶淚表明自己的志願是做一個福音歌手：「將好的信仰和好的音樂結合！」

## 音樂作品

### 歌曲
以下歌曲名稱以粗體顯示為已派台作品。
- 星光熠熠（合唱）
- 寫一首歌（合唱）
- 謝謝你（合唱）
- 星光（主唱）
- 瞻天者（主唱）：《天經地義》插曲
- 昨夜已多久（主唱）：《如果還有明天2》主題曲
- SSP 自由行 （與于天龍合唱）：《2010年深水埗旅遊文化節「深水淘寶」》主題曲）
- 愛多一點半點（主唱）
- 燃夢之旅（主唱）

### 派台歌曲成績
| 派台歌曲成績 | 派台歌曲成績 | 派台歌曲成績 | 派台歌曲成績 | 派台歌曲成績 | 派台歌曲成績 | 派台歌曲成績                                               |
| ------------ | ------------ | ------------ | ------------ | ------------ | ------------ | ---------------------------------------------------------- |
| 大碟         | 歌曲         | 903          | RTHK         | 997          | TVB          | 備註                                                       |
| 2010年       |              |              |              |              |              |                                                            |
| 亞洲星光大道 | 星光熠熠     | -            | -            | -            | ×            | Featuring羅力威 、亢帥克 、陳蕾 、古卓文 、冼棨豪 、李昊嘉 |
| 亞洲星光大道 | 星光         | -            | 13           | -            | ×            |                                                            |

| 各台冠軍歌總數 | 各台冠軍歌總數 | 各台冠軍歌總數 | 各台冠軍歌總數 | 各台冠軍歌總數    |
| -------------- | -------------- | -------------- | -------------- | ----------------- |
| 903            | RTHK           | 997            | TVB            | 備註              |
| 0              | 0              | 0              | 0              | 四台冠軍歌總數：0 |

（*）仍在榜上

### 唱片
| 唱碟名稱                      | 出版日期                                                     | 歌曲                                                                                       | 發行單位 | 備註                           |
| ----------------------------- | ------------------------------------------------------------ | ------------------------------------------------------------------------------------------ | -------- | ------------------------------ |
| 《亞洲星光大道》              | 2010年2月16日-2月17日 於演唱會搶先推出 2010年3月1日 正式推出 | 3. 星光 7. 星光熠熠（星光七強合唱） 9. 寫一首歌（星光家族合唱） 10. 謝謝你（星光家族合唱） | 亞洲電視 | 為《第一屆》亞洲星光大道紀念輯 |
| 《天使心II - 為神上路CD+VCD》 | 2010年7月                                                    | 3.瞻天者（《天經地義》插曲） 6.昨夜已多久（《如果還有明天2》主題曲）                       | 影音使團 | 為福音專輯                     |
| 《X-Over不可誇的可誇》        | 2010年10月                                                   | 1.愛多一點半點                                                                             | 全心製作 | 吳秉堅福音作品選輯             |
| 《Xover Non-stop 信心飛航》   | 2011年10月                                                   | 2.燃夢之旅                                                                                 | 全心製作 | 吳秉堅福音作品選輯之三         |

## 演出作品

### 電視劇集（亞洲電視）
- 2011年：香港GoGoGo（飾 莫偉國）

### 電視節目（亞洲電視）

#### 2009年
- 《第一屆亞洲星光大道》

#### 2010年
- 《肥媽老友記》（旁白）
- 《今夜星光燦爛》（主持）
- 《開心大發現2010》（主持）

#### 2011年
- 《2011年環球春晚》（主持）
- 《賀年兔餐好味道》（主持）
- 《May姐真識食》（嘉賓主持）
- 《a-Video》（嘉賓主持）
- 《ATV台慶勁唱會》（司儀）
- 《香港有飯開》（主持）
- 《亞洲小天使‧我愛 No.1》（司儀）
- 《世界通識系列：原始部落‧原始慾望》（旁白）
- 《微播天下》（主持）
- 《星光狂歡型聖誕》（主持）
- 《除夕型聚星光夜》（主持）

#### 2012年
- 《每日一歌》（嘉賓主持）
- 《ATV 2012 人氣春晚‧唱紅亞洲》（表演嘉賓）
- 《龍騰好運晚晚SHOW》（嘉賓主持）
- 《風雲大事一百年 - 世紀的災難》（旁白）
- 《ATV 2012亞洲小姐大中華總決賽》（主持）

#### 2013年
- 《ATV 2013人氣春晚 唱紅亞洲》
- 《暢遊廣東144小時》（前兩集主持+旁白）

#### 2014年
- 《我愛下午茶》

#### 2015年
- 《天南地北》

### 電視節目（奇妙電視）
- 2017年：《身·醫·管》

### 電台節目 (香港電台數碼31台)

#### 2016年
- 《社區參與廣播時段：聆聽無聲世界》(龍耳製作)：嘉賓主持

### 演唱會
| 演唱會名稱                           | 舉行日期                     | 地點                     | 主辦單位         |
| ------------------------------------ | ---------------------------- | ------------------------ | ---------------- |
| 《3 Rock Your Dream 星光家族演唱會》 | 2010年2月16日- 2010年2月17日 | 九龍灣國際展貿中心－匯星 | 亞洲電視、3 香港 |
| 《夏日良音@Backstage蔡梓銘音樂會》   | 2011年6月26日                | Backstage                | 亞洲電視         |

### 音樂劇
| 音樂劇名稱   | 舉行日期                     | 地點                   | 主辦單位 |
| ------------ | ---------------------------- | ---------------------- | -------- |
| 《真愛不老》 | 2010年11月6日- 2010年11月7日 | 香港浸會大學－大學會堂 | 和諧頻道 |

## 其他作品

### 書籍
- 《亞洲星光大道I 星光一班》 （2010年7月）

## 活動

### 2009年
- 12月24日：如心廣場 「舞動荃城迎聖誕2009」
- 12月31日：德福廣場 「德福廣場X 新香蕉俱樂部 世界快樂 人人德福除夕大倒數」
- 12月31日：荃新天地 「CityWalk 魔幻聖誕新星勢 - 魔幻聖誕新星勢總決賽」

### 2010年
- 1月10日：港島、九龍區公益金百萬行
- 1月26日：聖類斯中學 「Talent Time 2010 歌唱比賽」 表演嘉賓
- 1月26日：「『破毒壁行者』設計比賽」 表演嘉賓
- 1月30日：「生命頌籌款晚會」
- 2月27日：澳門 「3 Rock Your Dream 星光家族簽名會」
- 3月9日：「亞洲星光大道CD簽名會」
- 4月25日：香港電台「第21屆國際流行音樂頒獎典禮」
- 4月28日：海港城 「『青海青．心連心』關愛暖青海籌款活動」
- 5月1日： 「『邊度？呢度－真光大道』佈道會」
- 6月6日：陳瑞芝紀念中學 「『被遺忘的愛』分享會」
- 7月23日：MegaBox 「科專毅進無限 FUN 之『飛行體驗夜』」
- 7月25日：奧海城「醫社家校齊心抗毒護社區」
- 7月30日：海港城 「和記電訊 IPhone 4 發佈會」
- 8月21日：「『囧炯有神』分享會」
- 10月9日：尖沙咀文化中心 「油尖旺區節開幕禮 2010」
- 10月30日：新都會廣場 「我愛大想頭，自僱就業實戰日」
- 10月31日：會議展覽中心「小扁擔覓知音慈善夜」
- 12月18日：浸會大學大學會堂 「聖誕佈道會 - @ iLone」

### 2011年
- 2月7日：荃灣大會堂 「荃城星光閃耀金曲賀兔年」
- 4月10日：荷里活廣場 「校園同心建家園－大澳棚屋設計比賽頒獎禮」
- 5月15日：藍田東區社區會堂 「關心里鄰舍互助計劃 之『情常在』歌唱比賽」
- 6月26日：柴灣青年廣場 「健康無毒創新生」
- 7月10日：迪士尼樂園度假區 「仁人家園《一步一磚建家園》慈善行」
- 10月29日：「『讓愛一直傳頌』學生分享會」
- 11月20日：「千人瑜伽大會」
- 12月18日：荃新天地 「歌聲舞影頌荃城」
- 12月25日：會議展覽中心 「亞洲遊戲展 2011《撻著》宣傳」

### 2012年
- 2月26日：麗星郵輪雙魚星號 「撻著星光情人夜」
- 2月28日：會議展覽中心 「仁人家園《揚樂韻‧築希望‧家》慈善音樂會」

### 圖集

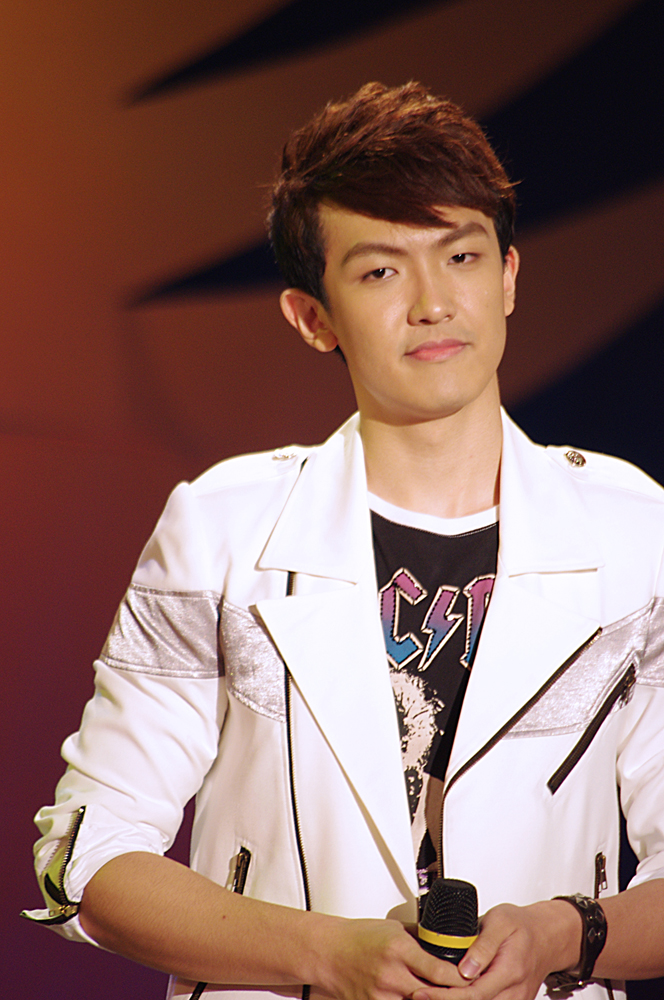
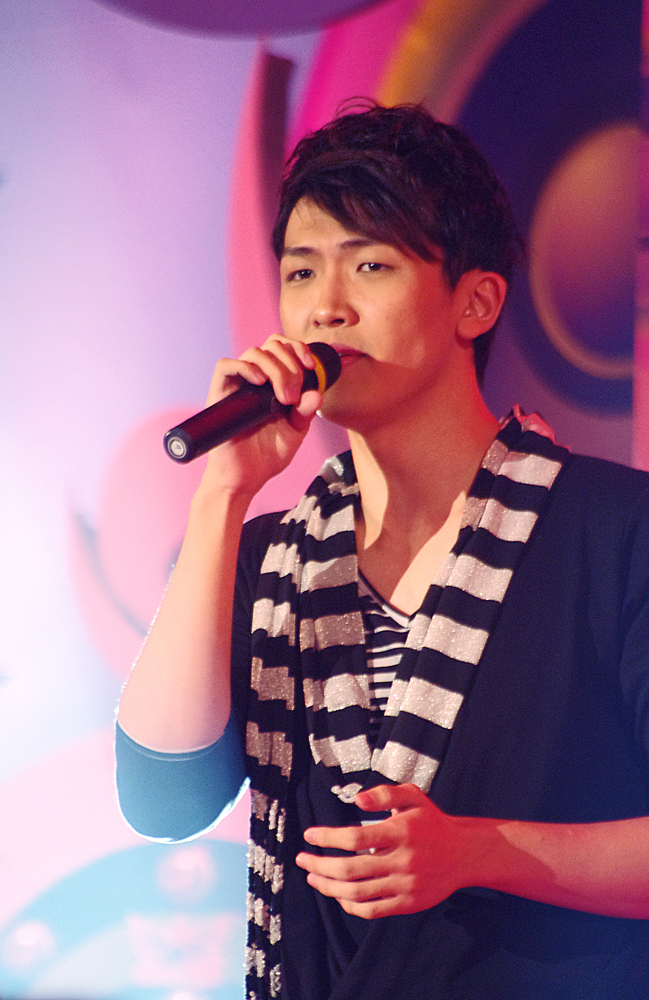
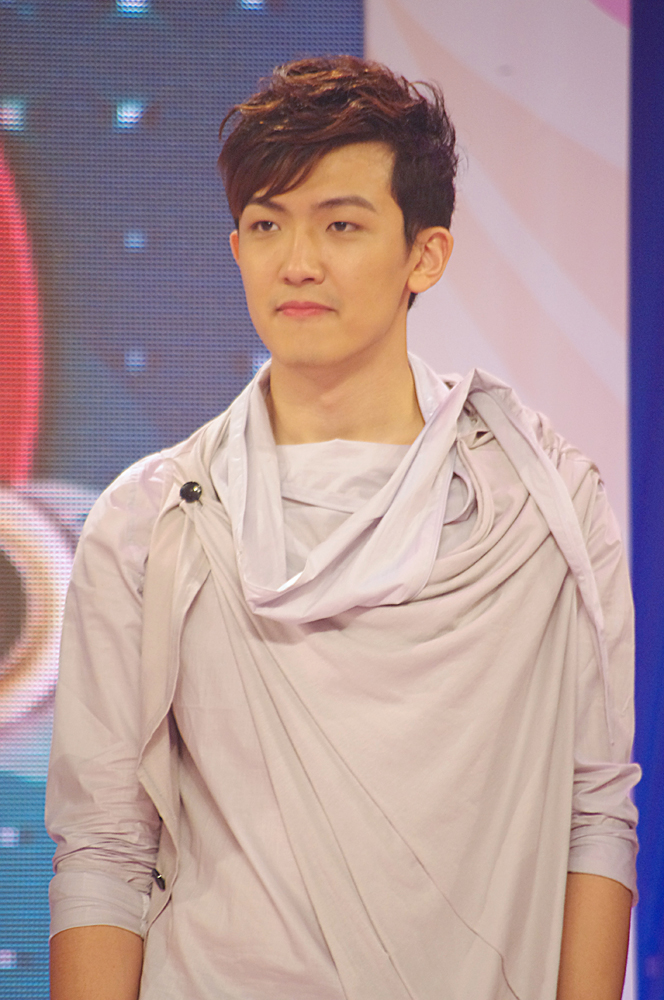

## 報導
- 星光強中強 蔡梓銘 古卓文 羅力威 （页面存档备份，存于）
- 中大歌神「踩單車」備戰《亞洲星光大道》冠軍爭霸戰
- PACO名人會 - 嘉賓星光幫(一)
- PACO名人會 - 嘉賓星光幫(二)
- 《星光之子：蔡梓銘》（一）﹕夢想將音樂和福音結合﹗
- 《星光之子：蔡梓銘》〈二〉 我是上帝搞笑的創造﹗
- 《星光之子﹕蔡梓銘》〈三〉前台唱歌、後台讀書 － 幸福的苦學生
- 星 光 家 族 專 訪 大 唱 寫 一 首 歌 （页面存档备份，存于）
- 明報o既高考全策劃 - 名人專訪P.20-25《我有一個夢-蔡梓銘》 （页面存档备份，存于）
- aTV Facebook為您送上「星光一班」蔡梓銘專訪 與您一同走進蔡梓銘的內心世界！
- 星光家族大搞三角戀 小花情史有排講 （页面存档备份，存于）